# Ribotti

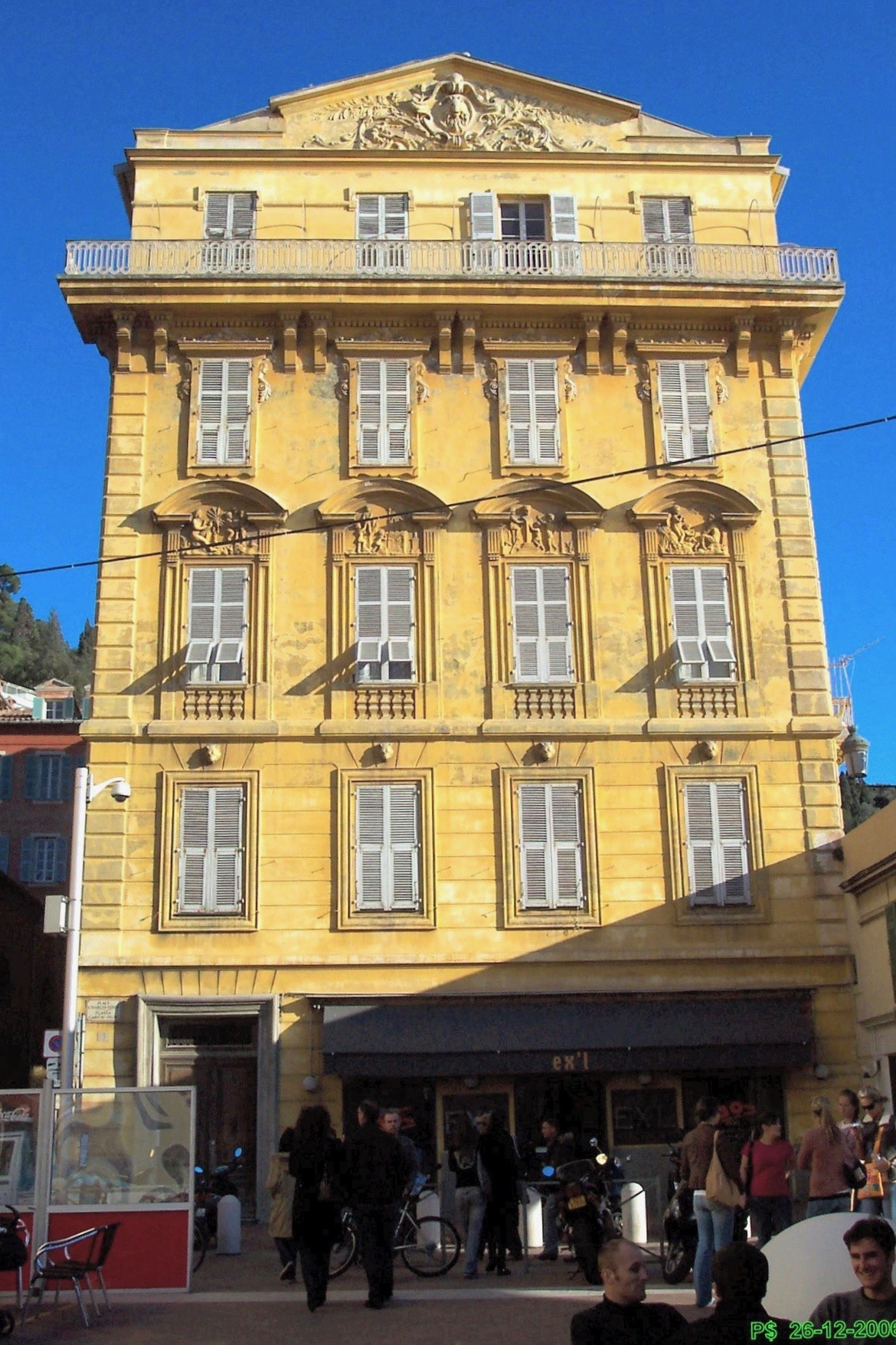
Il palazzo Ribotti-Cais di Pierlas nella vecchia Nizza

Ribotti o Ribotty (conti di Valdeblore; signori di Breglio, Contes, Lantosca, Levenzo, Pigna, Santo Stefano, Venanzone; consignori di Boyon, Isola Santo Stefano) fu un'antica famiglia comitale originaria di Pierlas (contea di Nizza-Provenza) che diede valorosi ufficiali all'armata sarda ed italiana, medici, farmacisti, notai, avvocati ed ecclesiastici.

## Storia e genealogia
Dopo la Guerra della Grande Alleanza, combattuta dai Savoia contro la Francia, ed iniziando quella di successione spagnola alla quale Vittorio Amedeo II voleva anche partecipare, necessitando per questo di denaro, pensò di mettere in vendita alcuni feudi della corona con relativo titolo nobiliare per aumentargli il valore. Fu così che il territorio di Valdeblore fu dichiarato contea e venduto al medico Jean Ribotti che diventò primo conte di Valdeblore.
La famiglia Ribotti era originaria di Pierlas, da un Jean Ribotti che lì viveva nel XVI secolo con quattro figli:
- Jean-Antoine, farmacista a Nizza morto prima del 1634
- Jean-Louis notaio e procuratore a Nizza che sposa, nel 1619, Marguerite Gilli da cui:
  - Honoré, notaio che sposa, nel 1649, Honorade Scaliero
- Cyprien che forma il ramo dei Ribotti Signori d'Isola
- Gaspard che forma il ramo dei Ribotti conti di Valdeblore

### I Ribotti Signori d'Isola
Cyprien Ribotti lascia alla morte (Pierlas prima del 1637) tre figli:
- Louis (1612-1698) dottore, umanista e scrittore,[3] sposa Louise de Robert dei signori di Seillans in Provenza
- Jean da cui:
  - Pierre notaio a Pierlas che sposa, nel 1679, la cugina Marie Ribotti del ramo di Valdeblore da cui:
    - Charles che sposa nel 1718 Marianne de Bres dei Signori di Pierlas
    - Honoré, priore a Villars nel 1738
- Honoré, farmacista a Nizza prima del 1638; si sposa nel 1639 una prima volta con Françoise Penchenat e poi nel 1643 con Périnette Maurel. Fa testamento a Nizza nel 1654 lasciando eredi i suoi trè figli:
  - Louis teologo. Padre nel convento di Saint-François di Nizza (1659)
  - Honoré farmacista a Nizza. Nel 1700 acquista da suo cugino (Jean Ribotti) la metà del feudo d'Isola acquistandone pure il titolo di Signore. Dai suoi due matrimoni (con Victoire Solaro e con Françoise Cavaradossi) non ha figli per cui lascia tutto al fratello Jean-François
  - Jean-François (fa testamento a Nizza nel 1719) dal suo matrimonio con Anne-Marie Berrutti nascono due figlie e un figlio:
    - Victoire che sposa Paul-Antoine Giacobi
    - Marie-Françoise religiosa a Taggia
    - Guillaume, capitano del reggimento provinciale di Nizza, sposa Anne-Marguerite Tron. Deposita il testamento negli archivi del Senato di Nizza nel 1751 a favore dell'unico figlio:
      - Antoine-Honoré (?-Nizza 1788) fa una brillante carriera nell'armata sarda. Prima come ufficiale nel reggimento provinciale di Nizza dove diventa sottotenente colonnello nel 1775, diventando poi maggior-generale di fanteria e ricevendo la croce di cavaliere di Saints Maurice et Lazare. Dal suo matrimonio con Marie-Louise de Alberti nasce:
        - Félicité, unica figlia che sposa il cugino Philippe-André Ribotti conte di Valdeblore unificando così i due rami.

### I Ribotti conti di Valdeblore
Gaspard Ribotti generale morto a Pierlas prima del 1637. Si sposò con una de Bres dei cosignori di Pierlas, da cui:
- Jean, priore di Valdeblore nel 1632
- Cyprien prete a Pierlas
- César. Fa testamento a Pierlas nel 1689 da cui:
  - Catherine che sposa Jaques Pons di san Salvatore di Tinea
  - Jeanne che sposa Jeannet Martin de Massoins
  - Marie che sposa suo cugino, il notaio Pierre Ribotti
  - André. Dopo la morte di suo zio Jean diventa priore di Valdeblore al suo posto
  - Pierre, priore di Govone (Piemonte) nel 1671
  - Jean I conte di Valdeblore[3][4] (muore a Torino il 14 luglio 1720): dottore in medicina ed in filosofia, nonché professore d'anatomia all'ospedale di Milano. Nel 1699 acquistò dal duca Vittorio Amedeo II il feudo di Valdeblore, Isola, Venanson, Utelle, Levens, Breil, Saorge, Lanfosque, Saint-Etienne-de-Tinée, Pigna, La Bolline, Saint-Sauveur e Contes per 159.580 lire. Di fatto tenne solo il feudo di Valdeblore con il titolo comitale e tutti i diritti civili e penali a quello legati. Non avendo avuto figli lascia feudo e titolo a Jean-André figlio di suo fratello Louis.
  - Louis, fa testamento a Pierlas nel 1726 lasciando:
    - Marie che sposa nel 1697 Mathieu Léotardi di Thierri
    - Julie che sposa nel 1706 jean-baptiste Fornery notaio a Roure
    - Jean-André II conte di Valdeblore nel 1723 (morto nel 1769), che sposa Marie-Thérèse Emeric dei conti di Saint-Dalmas le Selvage da cui:
      - Marie-Agnés, suora delle Benedettine di Nizza nel
      - Thérèse-Constance, suora presso le Clarisse di Nizza nel 1761
      - Madeleine che sposa nel 1759 suo cugino l'avvocato Victor Emeric conte di Saint-Dalmas le Selvage, giudice a Guillaumes nel 1761
      - Françoise che sposa nel 1763 Joseph Cais conte di Pierlas di Valdeblore, vedovo di Thérèse Ricordi e colonnello della milizia della contea di Nizza, che diventa conte di Pierlas nel 1761
      - Elisabeth che sposa nel 1763 il vassallo Justin Rous cosignore di Châteauneuf e conte di Peillon nel 1775
      - Pierre-Annibal III conte di Valdeblore, muore celibe nel 1786 dopo aver lasciato tutto al fratello Hyacinthe-Zacharia
      - Etienne-Maurice signore di la Roche, è avvocato al senato di Nizza. Si sposa nel 1765 con Thérèse Peyre dei signori di Châteauneuf, da cui:
        - Marie-Joséphine-Cricifixe che nel 1783 sposa suo cugino Joseph-Marie Cais conte di Pierlas colonnello del reggimento di Susa nel 1800, fatto cavaliere di Saints Maurice et Lazare

      - Hyacinthe-Zacharie IV conte di Valdeblore, signore di Molières (?-Clanzo 1812). Sposa Angéle-Marie Peyrani dei signori di Châteauneuf da cui:
        - Louis-André, capitano, muore a Racconigi nel 1794 a causa delle ferite ricevute durante la guerra a Saint-Anne de Vaudier. Sposato nel 1778 con Constance Balduini figlia del conte di Clans, ha due figlie:
          - Julie che sposa nel 1818 l'ufficiale François Galléa barone della Madeleine
          - Félicité sposa l'avvocato François Rous

        - Philippe-André V conte di Valdeblore e di Molliera (nato a Nizza nel 1766). Guardia marina nel 1782, tenente del reggimento provinciale di Nizza nel 1791, raggiunge il grado di maggiore e riceve la croce di cavaliere di Saints Maurice e Lazare. Si sposa due volte. Nel 1787 con la cugina Félicité figlia del maggior generale Antoine-Honoré Ribotti. Nel 1807 con Séraphine Rossetti figlia del procuratore André-Marie.
        - Dal primo matrimonio nascono:
          - Adrien VI conte di Valdeblore e Moliéres ufficiale nell'armata sarda
          - Victor VII conte di Valdeblore e Moliéres (muore a Nizza nel 1891 senza eredi), maggiore nell'armata italiana sposa Emilie Cassini

        - Dal secondo matrimonio nasce:
          - Ignace conte di Molières[5] (Nizza 1809-Torino 1864) ufficiale nell'armata sarda, tenente colonnello nell'armata liberale spagnola, comandante le truppe rivoluzionarie siciliane nel 1848, tenente nell'armata reale italiana, comandante la divisione militare di Modena e deputato nel parlamento italiano. Fu uno degli artefici dell'unità italiana.[3] Sposò in Spagna Carmen Morra da cui:
            - Elisa che sposa Hyacinthe Millo
            - Carmen (?-Nizza 1919) nata a Valencia (Spagna) sposa il conte Vincent Cresci-Antiqui d'Ancona, parente del papa Pio IX